# Desmodora luticola
Desmodora luticola är en rundmaskart. Desmodora luticola ingår i släktet Desmodora och familjen Desmodoridae. Inga underarter finns listade i Catalogue of Life.